# I. Igor kijevi fejedelem
Igor vagy teljes nevén Igor Rurikovics (877 körül – 945), (óészaki nyelven Ingvar, oroszul Игорь Рюрикович), kijevi fejedelem 912 és 945 között.

## Ifjúsága
Apja Rurik novgorodi varég fejedelem volt. Egy vagy két évvel születése után apja meghalt, de halála előtt még megbízta rokonát (talán sógorát), Oleget, hogy viselje gondját fiának és birtokainak. Mikor Oleg 882-ben déli hódító hadjáratára indult, magával vitte Igort is. Kijev alá érve azzal csalta ki a város északi urait, Aszkoldot is Dirt, hogy meghívta őket, tegyék tiszteletüket a fiatal hercegi sarj, Igor előtt. Mikor Aszkold és Dir kijöttek, az elrejtőzött katonák elfogták és Igor nevében megölték őket, mivel "nem hercegek vagy hercegi nemből valók. Én viszont hercegi nemből vagyok. Ő pedig Rurik fia".
Az orosz őskrónika szerint Igor 903-ban feleségül vette a pszkovi Olgát. Tekintettel arra, hogy Szvjatoszláv fiuk csak 942-ben született meg, amikor Olga már elmúlt volna ötvenéves, ezt a dátumot egyes történészek kétségbe vonják.
907-ben Oleg bizánci hadjáratra indult és Igort Kijevben hagyta kormányzóként. 

## Uralkodása

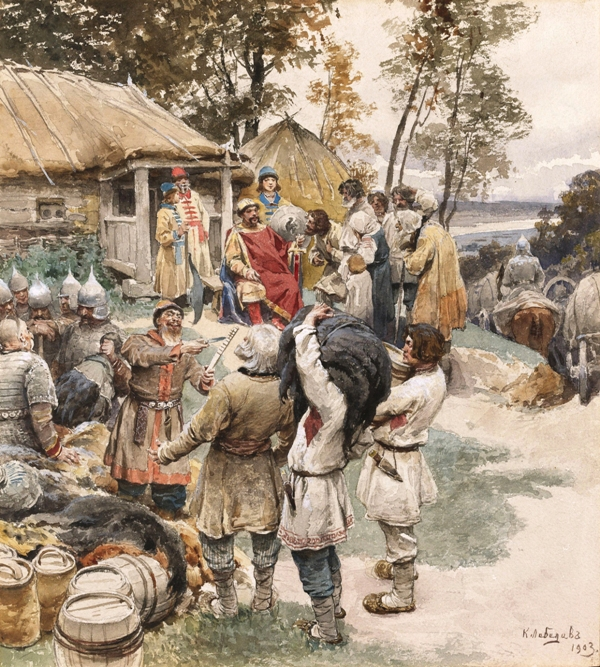
Igor beszedi az adót a drevljánoktól. K. L. Lebegyev festménye

Oleg nem csak régensként uralkodott, nem adta át a hatalmat Igornak amikor az nagykorú lett és a 911-es bizánci szerződés nagy orosz fejedelemnek nevezi őt. Mindenesetre 912-es halála után Rurik akaratának megfelelően Igor örökölte Kijevet és Novgorodot.
914-ben Igor legyőzte a lázadó drevljánokat és nagyobb adót szabott ki rájuk, mint amennyit Oleg idejében kellett fizetniük. 915-ben Bizáncot segítette a bolgárok ellenében és ebben az évben jelentek meg a Rusz területén először a besenyők. Igor ekkor még nem szállt szembe velük, de 5 évvel később maga vezetett ellenük hadjáratot.
941-ben nagy flottával (Cremonai Liutprand, II. Berengár követének levele szerint több mint ezer hajóval) Konstantinápoly ellen indult, de a tengeri csatában a bizánciak által bevetett görögtűz a flotta jelentős részét elpusztította.
A krónika szerint 944-ben (bizánci források szerint 943-ban) újabb sereget gyűjtött varég, szláv és besenyő harcosokból és ezúttal részben szárazföldön, részben hajóval indult Bizánc ellen. I. Rómanosz császár követséget küldött elébe és a Dunán átkelő Igornak és besenyő szövetségeseinek értékes ajándékokat adtak át, és az elégedett fejedelem visszafordult, majd a következő évben kereskedelmi szerződést kötött Bizánccal.  

## Halála

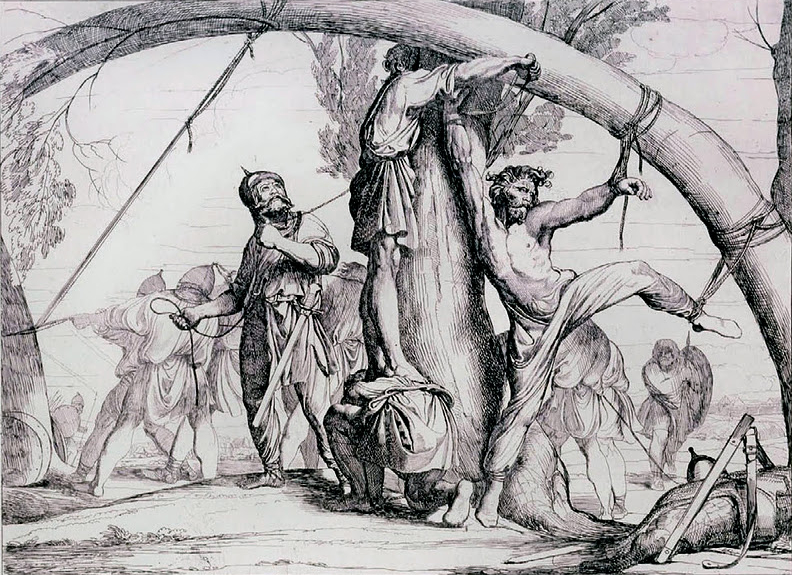
Igor halála

945-ben Igor a druzsinájával együtt személyesen indult beszedni a drevljánok adóját. Mivel ez a törzs nem vett részt hadjárataiban, megemelt összeget követelt. Az adót megkapta és visszaindult, ám útközben meggondolta magát és csapatának nagyobbik részét előreküldve visszafordult, és még több pénzt próbált kisarcolni a drevljánoktól. Ők azonban erre fellázadtak ellene és megölték. Leó diakónus, a bizánci történetíró szerint lábait két lehajlított nyírfához kötözték és utána a fákat elengedve, kettészakították Igor testét. Özvegye, Olga azonban keményen megtorolta férje meggyilkolását.

## Ellentmondások
Igort illetően a Nyesztor-krónikától némileg eltér a Joachim-krónika. Eszerint Igor anyját Efandának hívták. Feleségét Oleg hozatta Izborszkból és eredetileg a neve Prekrasza (Szépség) volt; Olgának Oleg nevezte el. Igornak több felesége is volt, de Olgát szerette leginkább. Szvjatoszlávon kívül volt egy Gleb nevű fia is, akit azonban bátyja annak keresztény hite miatt megöletett.
Születésének idejét más források 875-re, 861-re és 865-re teszik.
Arab történetírók szerint 913/914-ben és 943-944-ben az oroszok a Kaszpi-tenger környékére indítottak hadjáratokat, ám ezekről az orosz krónikák nem tesznek említést. Az első portya csúfos kudarccal zárult, állítólag valamennyiüket megölték a Volgánál; míg a másodikban az oroszok kifosztották a kaukázusi Albánia fővárosát, a gazdag Bardát ám vezérük meghalt.

## Fordítás
- Ez a szócikk részben vagy egészben  a(z)   Игорь Рюрикович című orosz Wikipédia-szócikk ezen változatának fordításán alapul.  Az eredeti cikk szerkesztőit annak laptörténete sorolja fel. Ez a jelzés csupán a megfogalmazás eredetét és a szerzői jogokat jelzi, nem szolgál a cikkben szereplő információk forrásmegjelöléseként.